# Mia Kirshner
} 
Mia Kirshner, född 25 januari 1975 i Toronto, Ontario, är en kanadensisk skådespelare. Hennes mest kända roll är som Jenny (Jennifer) Schecter i Showtimes TV-serie The L Word (2004–2009). Serien handlar om en grupp queera vänner och deras liv i kaliforniska West Hollywood. Kirshner deltog i seriens alla 6 säsonger och medverkade i totalt 70 avsnitt. 
En annan uppmärksammad roll hade hon 2006 i Den svarta dahlian, där hon gestaltar den mördade Elizabeth Short. 
Mia Kirshner spelade även vampyren Isobel Flemming i TV-serien Vampire Diaries, där hon gestaltar mamman till Elena Gilbert (Nina Dobrev). 
Kirshner är av tysk och bulgarisk härkomst, med judiska föräldrar.

## Filmografi, i urval
| Film                                | År   | Roll                |
| ----------------------------------- | ---- | ------------------- |
| Cadillac Girls                      | 1993 | Page                |
| Kärlek och mänskliga rester         | 1993 | Benita              |
| Exotica                             | 1994 | Christina           |
| Murder in the First                 | 1994 | Adult Rosetta Young |
| Johnny's Girl (TV movie)            | 1995 | Amy                 |
| Gräsharpan                          | 1995 | Maude Riordan       |
| The Crow: City of Angels            | 1996 | Sarah               |
| Anna Karenina                       | 1997 | Kitty               |
| Mad City                            | 1997 | Laurie              |
| Saturn                              | 1999 | Sarah               |
| Out of the cold                     | 1999 | Deborah Berkowitz   |
| Dark Summer                         | 2000 | Dominique Denright  |
| Cowboys and Angels                  | 2000 | Candic              |
| Century Hotel                       | 2001 | Dominique           |
| According to Spencer                | 2001 | Melora              |
| Not Another Teen Movie              | 2001 | Catherine Wyler     |
| New Best Friend                     | 2002 | Alicia Campbell     |
| Now & Forever                       | 2002 | Angela Wilson       |
| Party Monster                       | 2003 | Natasha             |
| The Iris Effect                     | 2004 | Rebecca             |
| Den svarta dahlian                  | 2006 | Elizabeth Short     |
| They Come Back (TV-film)            | 2007 | Faith Hardy         |
| Miss Conception                     | 2008 | Clem                |
| 30 Days of Night: Dark Days (video) | 2010 | Lilith              |
| The Vampire Diaries                 | 2011 | Isobel Flemming     |